# Дурново, Александра Петровна
Александра Петровна Дурново (урождённая княжна Волконская,  7 (19) июня 1804 — 1 (13) июля 1859) —  фрейлина двора (1819),  жена гофмейстера П. Д. Дурново; знакомая Пушкина, Гоголя, Жуковского, Вяземского и А. И. Тургенева.

## Биография
Дочь светлейшего князя Петра Михайловича Волконского от его брака с княжной Софьей Григорьевной Волконской. Родилась в Петербурге, крещена 21 июня 1804 года в Пантелеимоновской церкви при восприемстве князя А. Б. Куракина и княгини Е. А. Волконской. Имя свое получила в честь бабушки княгини Александры Волконской, занимавшей видное положение при дворе. Выросла в родительском доме на набережной Мойки, 12 и получила домашнее воспитание.
По словам современницы, была «одной из самых милых девушек; хорошо воспитана и образована, хотя иногда, подобно матери, подвержена чудачествам» и шокировала свет своей манерой одеваться. Была знакома с Пушкиным, с которым встречалась в доме своих родителей и в одесском обществе летом 1824 года. «Вы изумитесь правоте и верности прелестной её головы», — писал поэт А. И. Тургеневу. Была дружна с П. А. Вяземским и В. А. Жуковским, восхищавшимся её в 1827 году: «Алина — прелестное, милое, доброе, умное создание. Она стоит счастья и авось будет иметь его. Я рад, что судьба меня с ней познакомила, хотя на короткое время».
Будучи фрейлиной двора, в декабре 1825 года находилась вместе с родителями в Таганроге при последних днях Александра I, сопровождала императрицу Елизавету Алексеевну при её возвращении из Таганрога, присутствовала при её кончине в Белёве и сопровождала тело в Санкт-Петербург. 13 июля 1826 года княжна Алина, с разрешения императора, посещала своего дядю декабриста С. Г. Волконского в крепости. Летом 1827 года вместе с матерью уехала за границу. В мае 1829 года сопровождала императрицу Александру Фёдоровну на коронацию Николая I в Варшаве, а после в Берлин.
Частые отъезды Алины из Петербурга приводили её отца в отчаяние, поскольку она таким образом теряла шансы отыскать мужа. До своего замужества она пережила несколько печальных опытов сватовства. В апреле 1829 года Оленина писала, что несчастную Алину прочили за всех; за Лопухина, он ей сам отказал, хотя успел свернуть ей голову; затем отец навязал её Воронцову, потом предлагали её Панину и тоже неудачно; в Италии она познакомилась с Коссаковским, он посватался, мать хотела выдать дочь за него, но отец не позволил; зимой 1829 года стали ладить свадьбу её с Кушелевым-Безбородко, Алина была в него влюблена, но он уехал из Петербурга, не открывшись в любви». Судьба «несчастной Алины»  оживленно обсуждалась в свете, так князь П. А. Вяземский писал жене в апреле 1830 года: «Сидел я утром у княжны Алины: она очень мила. Странное дело, что не идет замуж, то есть не выходит. Здесь опять заговаривают о Лопухине, но кажется, и похожего нет. Как я думаю, рада она, что не пошла за Коссаковского, женатого на Лаваль, он так обрюзг, так отяжелел».
Наконец, чтобы успокоить отца, 3 июня 1831 года она стала женой богача камер-юнкера Павла Дмитриевича Дурново (1804—1864). Венчание было в Петербурге в Придворном соборе Зимнего дворца. Поручителями по жениху были граф А. А. Закревский, Д. Н. Дурново и А. А. Бехтеев; по невесте — её отец и братья, Дмитрий и Григорий Волконские. Брак этот состоялся против воли княгини С. Г. Волконской. «Когда она приехала из-за границы, — вспоминала А. О. Смирнова, — то не могла примириться с мыслью, что Алина, которая знает по-латыни, по гречески, училась у Раупаха, вошла с семью идиотов и выносит это с христианским смирением». Видевшая Дурново после замужества графиня Долли Фикильмон, замечала, что «в роли замужней дамы она выглядела импозантней, чем в девичестве. Может быть, благодаря тому, что наконец осуществилась её мечта устроить жизнь, она казалась довольной своим новым положением, муж её был некрасив и невзрачен, она же остроумна и образованна».
Впрочем, это супружество, основанное на большом состоянии и «великом множестве бриллиантов» оказалось очень неудачным, что, вероятно усилило черты «апатии и душевной недеятельности» Алины Дурново, которые в ней отмечали позднее многие современники. Проживала с мужем в доме на Английской набережной. Получив от отца в приданое 1200 душ, имела 30 тысяч дохода и была финансово независима. После рождения сыновей много времени проводила за границей, где жила почти постоянно её мать, и лишь изредка посещала Петербург. В 1846 году в Риме она близко познакомилась с Гоголем, который писал: «Дурнову я видел несколько раз, она неразговорчива, но в лице её много доброты». Умерла от рака груди летом 1859 года в Женеве; была похоронена в Санкт-Петербурге в Духовской церкви Александро-Невской лавры.
В браке имела сыновей — Николая (26.10.1833—1835) и Петра (1835—1919; генерал от инфантерии, московский генерал-губернатор в 1905 году).